# The Bastard Sons of Dioniso

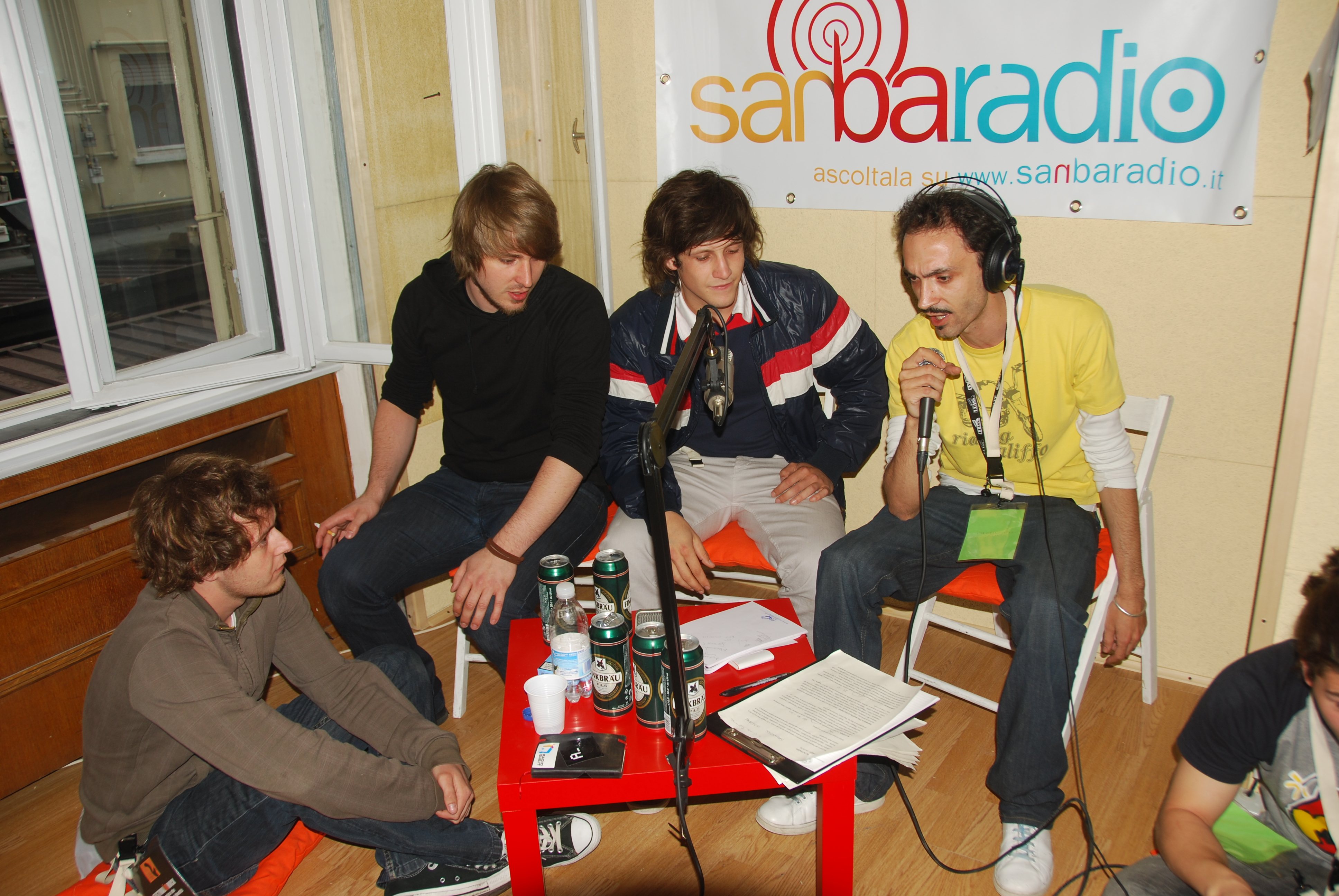
The Bastard Sons of Dioniso

The Bastard Sons of Dioniso (englisch/italienisch für „Die unehelichen Kinder des Dionysos“) ist eine italienische Rockband, die durch die Castingshow X Factor bekannt wurde.
Die Mitglieder sind Jacopo Broseghini (* 23. Dezember 1986, Gesang und E-Bass), Federico Sassudelli (* 7. Februar 1986, Gesang und Schlagzeug) und Michele Vicentini (* 10. Oktober 1986, Gesang und E-Gitarre). Alle sind in Trient geboren.

## Werdegang
Die Gruppe wurde 2003 im Raum Valsugana gegründet. 2006 erschien ihr Debütalbum. Landesweit wurden sie mit ihrer Teilnahme bei X Factor bekannt, wo sie den zweiten Platz (nach dem Gewinner Matteo Becucci) belegten. Mit ihrer danach ausgekoppelten Single L’amor carnale erreichten sie Platz 1 in den italienischen Charts.

## Diskografie

### Alben
| Jahr | Titel                       | Höchstplatzierung, Gesamtwochen, AuszeichnungChartsChartplatzierungen (Jahr, Titel, Platzierungen, Wochen, Auszeichnungen, Anmerkungen) | Anmerkungen        |
| Jahr | Titel                       | IT | Anmerkungen        |
| ---- | --------------------------- | --- | ------------------ |
| 2009 | L’amor carnale (EP)         | IT4 Gold · (13 Wo.)IT | Verkäufe: + 30.000 |
| 2009 | In stasi perpetua           | IT12 (6 Wo.)IT |                    |
| 2011 | Per non fermarsi mai        | IT71 (1 Wo.)IT |                    |
| 2014 | The Bastard Sons of Dioniso | IT59 (1 Wo.)IT |                    |

Weitere Alben
- 2006: Great Tits Heat!
- 2007: Even Lemmy Sometimes Sleeps
- 2016: Sulla cresta dell’ombra
- 2017: Cambogia

### Singles
| Jahr | Titel Album             | Höchstplatzierung, Gesamtwochen, AuszeichnungChartsChartplatzierungen (Jahr, Titel, Album, Platzierungen, Wochen, Auszeichnungen, Anmerkungen) | Anmerkungen                        |
| Jahr | Titel Album             | IT | Anmerkungen                        |
| ---- | ----------------------- | --- | ---------------------------------- |
| 2009 | Contessa L’amor carnale | IT4 (3 Wo.)IT | Coverversion; Original von Decibel |
| 2009 | L’amor carnale          | IT1 (5 Wo.)IT |                                    |

Weitere Singles
- 2009: Mi par che per adesso
- 2010: Senza colore
- 2011: Ci vuole un fiore (mit Rezophonic)
- 2011: Rumore nero
- 2012: Veleno
- 2013: Ti sei fatto un’idea di me
- 2014: Trincea
- 2014: Samurai

## Belege
1. ↑  Alben von The Bastard Sons of Dioniso. In: Italiancharts.com. Hung Medien, abgerufen am 16. September 2015.
2. ↑  Certificazioni. FIMI, abgerufen am 15. Dezember 2018 (italienisch).
3. ↑  Guido Racca & Chartitalia: Top 100 FIMI Singoli. Lulu, 2013, S. 68.